# En vivo - Gira 2004-2005
En vivo - Gira 2004-2005 es el primer formato en DVD de Kudai. Se trata de las giras realizadas durante el 2004-2005, más sesiones acústicas, videos como: ya nada queda , escapar , sin despertar , sus makings off y su historia como Ciao.
- Datos: Q5832204